# Pantolamprus
Pantolamprus is een geslacht van kevers uit de familie  
kniptorren (Elateridae).
Het geslacht is voor het eerst wetenschappelijk beschreven in 1859 door Candèze.

## Soorten
Het geslacht omvat de volgende soorten:
- Pantolamprus antennalis Fleutiaux, 1935
- Pantolamprus auratus Candeze
- Pantolamprus canaliculatus (Fleutiaux, 1935)
- Pantolamprus candezei Fleutiaux
- Pantolamprus cyanipennis Fleutiaux
- Pantolamprus cyanocephalus (Hope, 1843)
- Pantolamprus dohrni Candeze
- Pantolamprus ligneus Candèze, 1897
- Pantolamprus menieri Girard, 1992
- Pantolamprus mirabilis Candèze, 1897
- Pantolamprus monardi Fleutiaux, 1935
- Pantolamprus neavei Girard, 2003
- Pantolamprus niger Fleutiaux, 1935
- Pantolamprus nitens Candèze, 1859
- Pantolamprus perpulcher Westwood
- Pantolamprus praeustus (Fleutiaux, 1935)
- Pantolamprus purpureus Schwarz, 1899
- Pantolamprus rohanchaboti Fleutiaux, 1922
- Pantolamprus rufangulus Fleutiaux
- Pantolamprus rufipes Harold, 1878
- Pantolamprus sulcicollis Schwarz, 1896
- Pantolamprus tanzanicus Girard, 1992
- Pantolamprus terminatus Fleutiaux, 1935